# Faro Isla Guafo
El faro Isla Guafo es un faro chileno ubicado en un acantilado a 114 m s. n. m. en punta Weather, en el noroeste de la isla Guafo, Región de Los Lagos (Chile), y consta de una torre de fierro de unos 8 metros de altura. Está a 12 horas de navegación desde Puerto Montt y a unas 6 horas aproximadamente desde Quellón.
Fue inaugurado el 3 de noviembre de 1907, y hasta el año 1973 existió una casa de dos pisos, que fue destruida por un temporal. Desde entonces, la casa es de un piso, y el faro cuenta además con un helipuerto y un muelle de hormigón armado. Es un faro habitado por personal de la Armada de Chile.